# 普拉塔城
普拉塔城（Ciudad del Plata），是乌拉圭南部圣何塞省城市。人口35,588 (2009)。该地原由若干不相属的土地组成；随着蒙得维的亚城市的发展，该地逐渐形成一个人口聚集地；2006年，根据法案，该地正式升格为一个统一的城市。